# Lycaena cottlei
Lycaena cottlei är en fjärilsart som beskrevs av Grinnell 1916. Lycaena cottlei ingår i släktet Lycaena och familjen juvelvingar. Inga underarter finns listade i Catalogue of Life.